# Còlit de carpó roig
El còlit de carpó roig (Oenanthe moesta) és una espècie d'ocell de la família dels muscicàpids (Muscicapidae) que habita zones àrides de l'Àfrica septentrional i l'Orient Mitjà, des del nord de Mauritània, el Sàhara Occidental i el Marroc, a l'est, passant per Algèria, Tunísia, Líbia i Egipte, fins a Jordània, Israel, el sud de Síria, el sud-oest de l'Iraq i el nord-oest de l'Aràbia Saudita, a l'oest. El seu estat de conservació es considera de risc mínim.